# Andrea Bordeaux
Andrea Bordeaux (* 31. März 1987 in Texas) ist eine US-amerikanische Schauspielerin und Model. Bekannt wurde sie in ihrer Rolle als Harley Hidoko in der US-amerikanischen Fernsehserie Navy CIS: L.A.

## Leben
Bordeaux wuchs in Texas auf. Sie erkannte bereits früh ihre Begeisterung für das Schauspiel und sammelte im Alter von 14 Jahren erste Bühnenerfahrungen.
2005 zog sie nach New York City und studierte zunächst am Theater der Pace University. Nach einem Jahr wechselte sie an das privat geführte New York Conservatory for Dramatic Arts.
Ende 2006 wurde Bordeaux als Model entdeckt und bekam mehrere Auftritte. 2010 übernahm sie ihre erste Fernsehrolle in der Serie Law & Order: Special Victims Unit. Es folgten mehrere kleine Engagements.
Zwischen 2013 und 2014 spielte sie die Rolle der Neda in der TNT-Serie Rizzoli & Isles. Es folgten weitere Gastrollen, u. a. in der Serie Criminal Minds.
2017 gelang ihr der Durchbruch in der 9. Staffel der Serie Navy CIS: Los Angeles, bei der sie die Figur der Harley Hidoko verkörperte.

## Filmografie (Auswahl)
- 2009: Pamela in Pressure (Film)
- 2010: Law & Order: Special Victims Unit (Fernsehserie, Staffel 12 Folge 10)
- 2011: How To Make It In Amerika (Fernsehserie, Staffel 2, Folge 8)
- 2012: Smash (Fernsehserie, Staffel 1 Folge 9)
- 2012: NYC 22 (Fernsehserie, Staffel 1 Folge 8)
- 2012: Hello I must be going (Film)
- 2012: Made in Jersey (Fernsehserie, Staffel 1 Folge 5)
- 2013: Das Glück der großen Dinge (Film)
- 2013–2014: Neda in Rizzoli & Isles (Fernsehserie, Staffel 4 Folgen 6–7, 13, 3 Folgen)
- 2013: Navy CIS (Fernsehserie, Staffel 11 Folge 3)
- 2014: Marry me (Fernsehserie, Staffel 1, Folge 8)
- 2015: Criminal Minds (Fernsehserie, Staffel 11 Folge 3)
- 2015: Bones (Fernsehserie, Staffel 11 Folge 7)
- 2016: Kelly in Hopeless, Romantic (Film)
- 2017–2018: Harley Hidoko in Navy CIS: L.A. (Fernsehserie, Staffel 9 Folgen 1, 3–23, 22 Folgen)